# Carvalho e Basto (Santa Tecla)
Carvalho e Basto (Santa Tecla) (oficialmente: União das Freguesias de Carvalho e Basto (Santa Tecla)) é uma freguesia portuguesa do município de Celorico de Basto, com 10,03 km² de área e 942 habitantes (censo de 2021). A sua densidade populacional é 93,9 hab./km².

## História
Foi constituída em 2013, no âmbito de uma reforma administrativa nacional, pela agregação das antigas freguesias de Carvalho e Santa Tecla de Basto e tem a sede em Carvalho.

## Demografia
A população registada nos censos foi:
| Distribuição da População por Grupos Etários | Distribuição da População por Grupos Etários | Distribuição da População por Grupos Etários | Distribuição da População por Grupos Etários | Distribuição da População por Grupos Etários | Distribuição da População por Grupos Etários |
| -------------------------------------------- | -------------------------------------------- | -------------------------------------------- | -------------------------------------------- | -------------------------------------------- | -------------------------------------------- |
| Antes da agregação                           |                                              |                                              |                                              |                                              |                                              |
| Ano                                          | 0-14 anos                                    | 15-24 anos                                   | 25-64 anos                                   | >= 65 anos                                   | Total                                        |
| 2001                                         | 251                                          | 189                                          | 476                                          | 201                                          | 1117                                         |
| 2011                                         | 161                                          | 137                                          | 505                                          | 198                                          | 1001                                         |
| Após a agregação                             |                                              |                                              |                                              |                                              |                                              |
| Ano                                          | 0-14 anos                                    | 15-24 anos                                   | 25-64 anos                                   | >= 65 anos                                   | Total                                        |
| 2021                                         | 126                                          | 134                                          | 477                                          | 205                                          | 942                                          |